# Binago
Binago je priimek več oseb:    
- Girolamo Binago, italijanski rimskokatoliški škof
- Lorenzo Binago, italijanski arhitekt